# John Townshend (1er comte Sydney)
Pour les autres membres de la famille, voir Famille Townshend (Angleterre).
John Robert Townshend, 1er comte Sydney (9 août 1805 - 14 février 1890) est un homme politique et pair britannique.

## Biographie

### Vie privée
Il est  le fils de John Townshend, 2e vicomte Sydney et de sa seconde épouse Caroline Elizabeth Letitia Clements, fille de Robert Clements, 1er comte de Leitrim. 
Il fait ses études au Collège d'Eton et St John's College, Cambridge, diplômé de MA en 1824 . 

### Vie publique

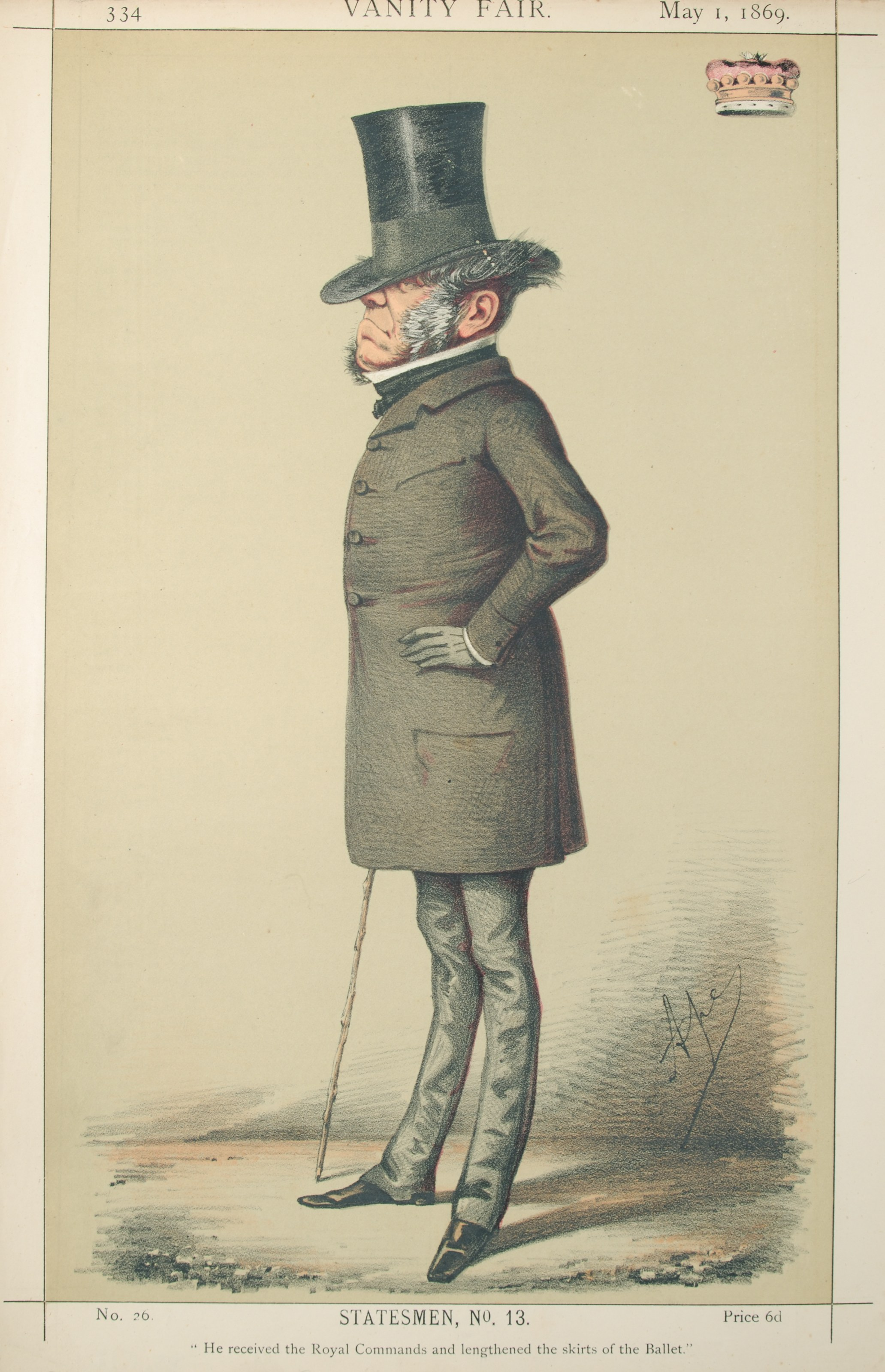
Caricature du 3e vicomte Sydney parue le 1er mai 1869 dans Vanity Fair (Ape.)

Le vicomte Sydney est élu pour la première fois à la Chambre des Communes pour Whitchurch en 1826, un siège qu'il occupe jusqu'en 1831, quand il succède à son père dans le titre de vicomte et entre à la Chambre des lords. De 1828 à 1831, il sert les rois George IV et Guillaume IV comme valet de la chambre à coucher et de 1835 à 1837 est gentilhomme de la chambre à coucher de Guillaume IV. 
En décembre 1852, il est nommé capitaine des Yeomen de la garde dans le gouvernement de coalition de George Hamilton-Gordon, 4e comte d'Aberdeen et est admis au Conseil privé au début de 1853. Il continue comme capitaine des Yeomen de la garde lorsque Henry Temple, 3e vicomte Palmerston devient premier ministre en 1855, mais renonce à son poste lorsque les libéraux perdent le pouvoir en février 1858. Les libéraux reprennent leurs fonctions sous Lord Palmerston dès juin 1859, et le vicomte Sydney est nommé Lord Chambellan, poste qu'il occupe jusqu'en 1866 sous John Russell, 1er comte Russell. En février 1866, il est nommé Chevalier Grand-Croix de l'Ordre du Bain. 
Le vicomte Sydney est de nouveau Lord Chambellan entre 1868 et 1874 dans la première administration de William Ewart Gladstone. En 1874, il est créé comte Sydney, de Scadbury, dans le comté de Kent. Il sert plus tard sous Gladstone comme Lord-intendant entre 1880 et 1885 et entre février et juillet 1886. Cependant, malgré la carrière ministérielle du comte Sydney durant plus de 30 ans, il n'a jamais été membre du cabinet. 
Outre sa carrière politique, il est également colonel de la Kent Militia Artillery à partir du moment où elle est levée en mai 1853 jusqu'en 1890, Lord Lieutenant du Kent entre 1856 et 1890 et capitaine du Deal Castle entre 1879 et 1890.
Il est décédé en février 1890, à l'âge de 84 ans, et ses titres s'éteignent. La comtesse Sydney survit à son mari trois ans et est décédée en mars 1893. Le siège familial de Frognal House passe à son neveu, Robert Marsham, qui prend le nom de famille supplémentaire de Townshend conformément au testament de son oncle.

## Famille
Il épouse, le 13 avril 1790, Emily Paget (1810-1893), fille d'Henry Paget, 1er marquis d’Anglesey et de Charlotte Cadogan. Ils n'ont pas d'enfant.

## Distinctions

### Décorations britanniques
- Chevalier Grand-Croix de l'Ordre du Bain (février 1866)
- Médaille du jubilé d'or de Victoria (21 juin 1887)